# Helictotrichon desertorum
Helictotrichon desertorum là một loài thực vật có hoa trong họ Hòa thảo. Loài này được (Less.) Pilg. mô tả khoa học đầu tiên năm 1938.

## Hình ảnh

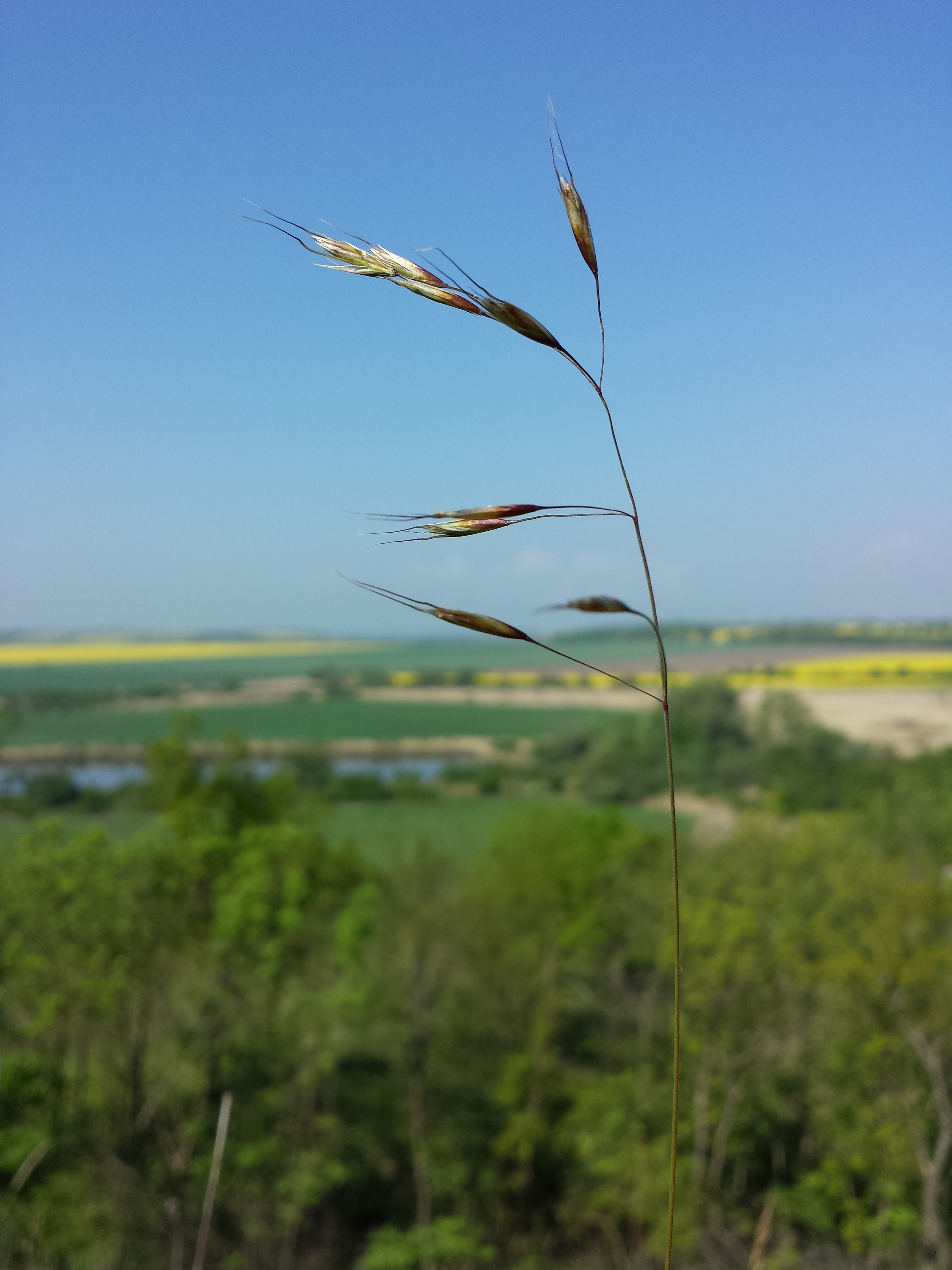
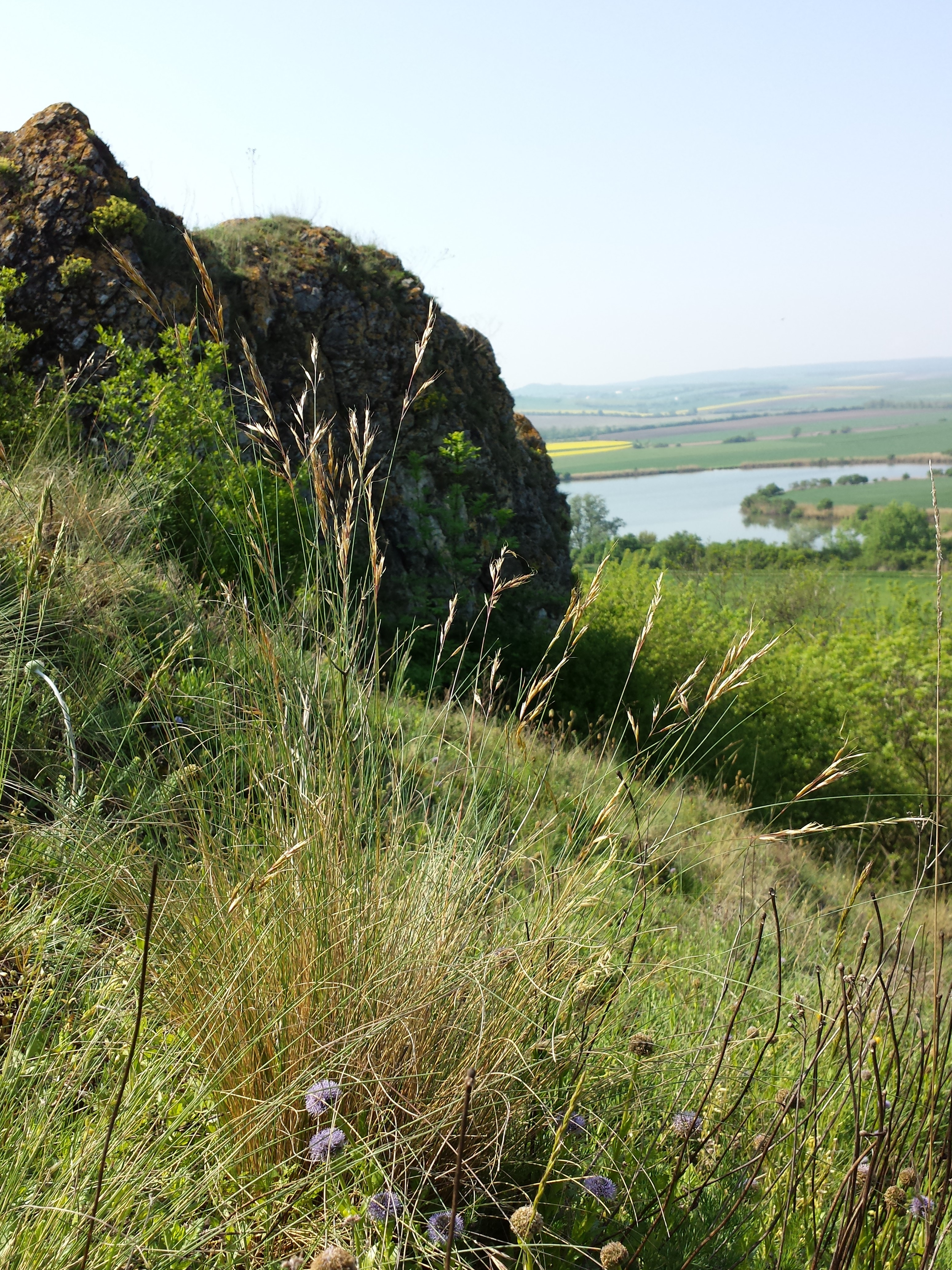
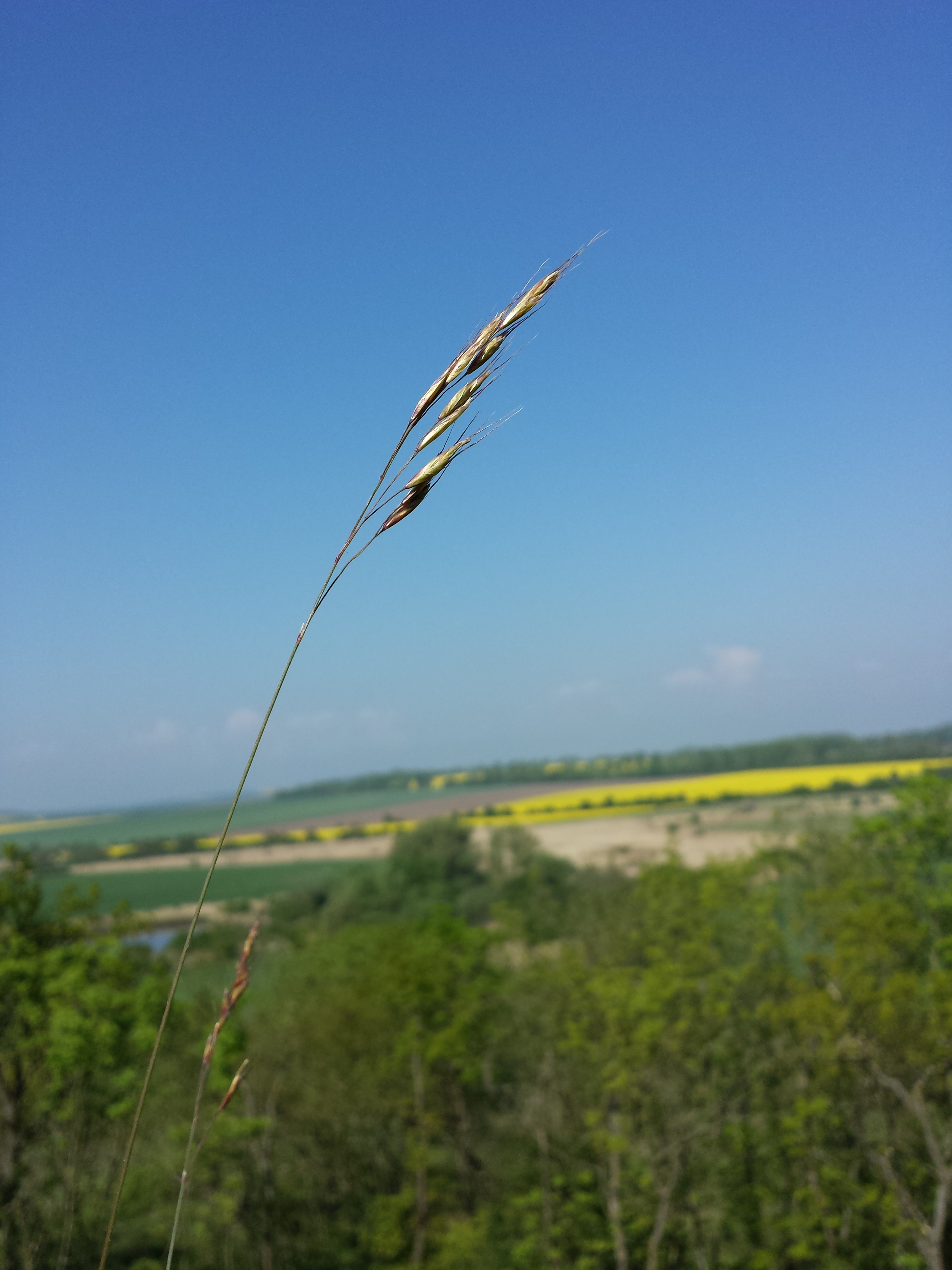
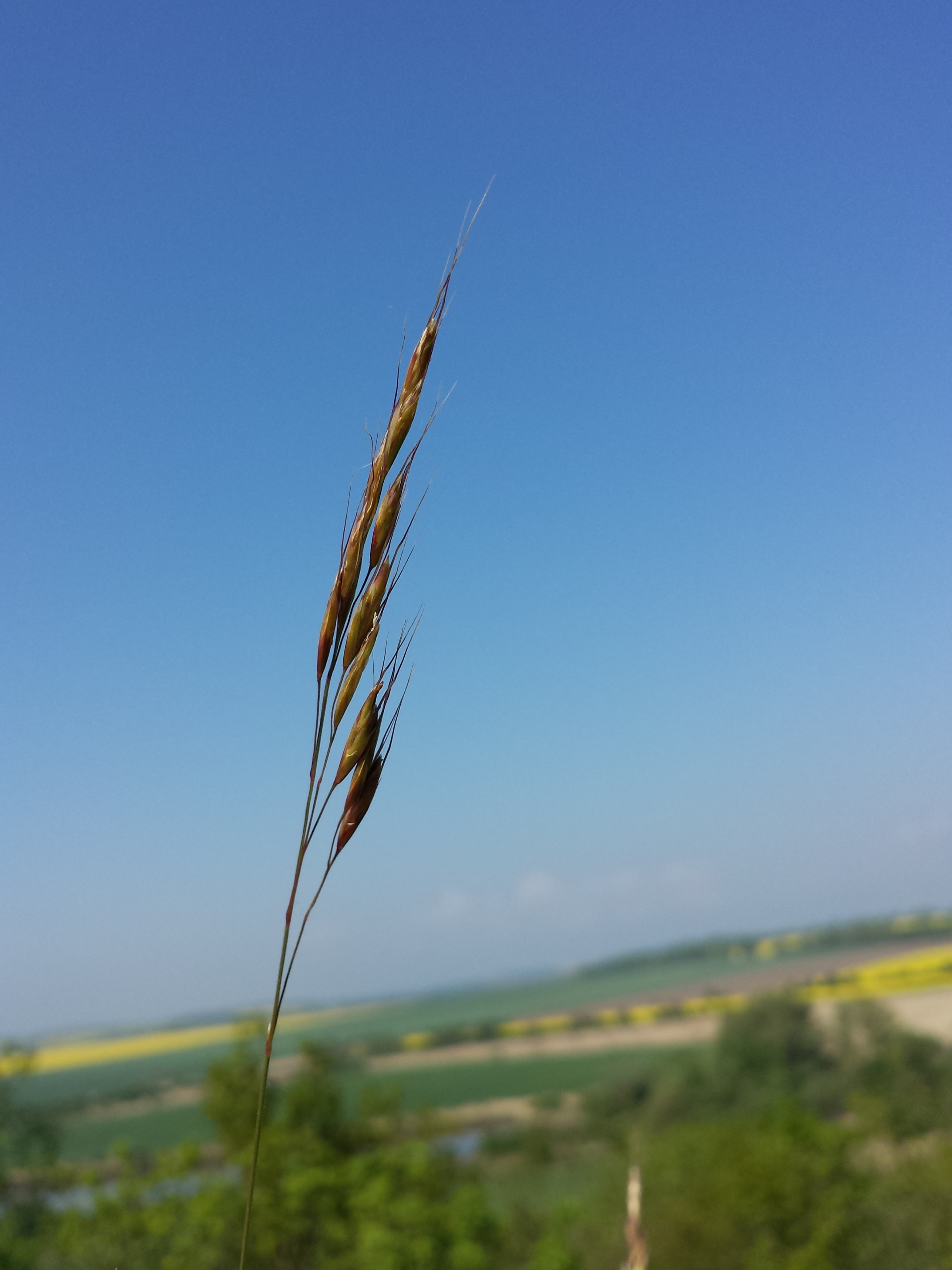